# Macedónia (Grécia)
A Macedónia (português europeu) ou Macedônia (português brasileiro) (em grego Μακεδονία) é a maior e a segunda mais populosa região da Grécia, formando a parte noroeste daquele país, ou todo o norte, uma vez que a Macedônia oriental está junta com a Trácia, formando a periferia da Macedônia Oriental e Trácia.

## Geografia

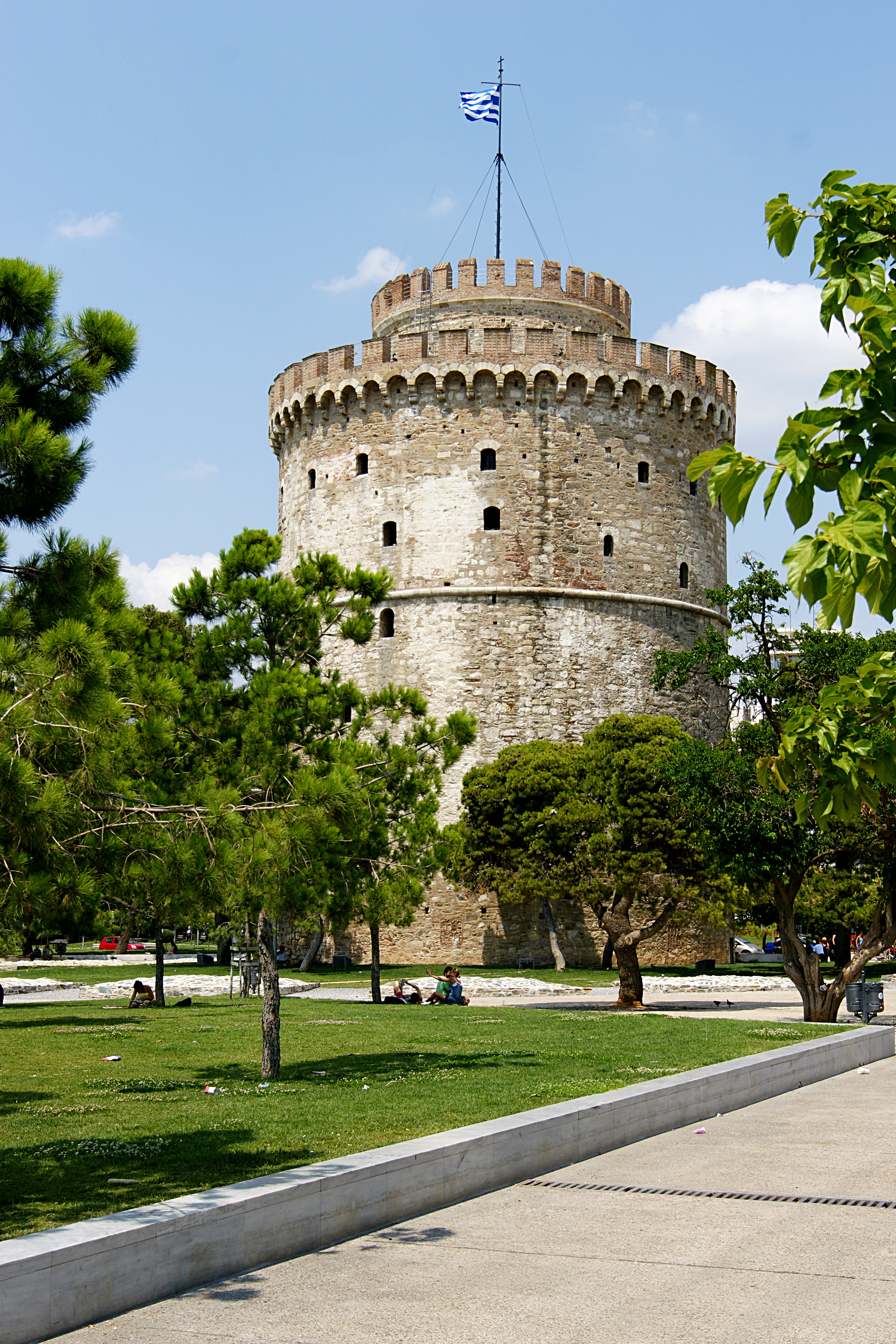
A Torre Branca

Esta região macedônica é cerca de metade da geográfica e histórica região dos Balcãs onde, na antiguidade, se localizava o antigo reino da Macedónia (Filipe II e Alexandre, o Grande). A outra metade está dividida entre a Macedônia do Norte e a Bulgária.

### Nota

Bandeira da Macedónia grega, com o sol de Vergina - Símbolo greco-macedônio

FYROM é uma acrônimo do inglês Former Yugoslav Republic of Macedonia (em português: Antiga República Iugoslava da Macedônia). O nome e a sigla foram criados após o desmembramento da Iugoslávia como uma forma de se referir ao Estado independente da Macedônia (atual Macedônia do Norte). O uso deste nome para a República da Macedónia foi uma imposição grega para o reconhecimento da independência daquele país e sua aceitação na Organização das Nações Unidas.

## Subdivisões da Macedónia grega
A Macedónia  está dividida em três regiões administrativas chamadas periferias, que se subdividem em 13 prefeituras (nomoi, singular - nomos).
- Macedônia Ocidental (Δυτική Μακεδονία/Ditikí Makedonía):

1. Castória  (Καστοριά)
2. Florina (Φλώρινα)
3. Kozani (Κοζάνη)
4. Grevena (Γρεβενά)
- Macedônia Central (Κεντρική Μακεδονία/Kentrikí Makedonía):

5. Pela (Πέλλα),
6. Emátia (Ημαθία)
7. Pieria (Πιερία)
8. Kilkis (Κιλκίς)
9. Salonica (Θεσσαλονίκη)
10. Calcídica (Khalkidhiki - Χαλκιδική)
11. Serres (Σέρρες)
- Macedônia Oriental e Trácia (Ανατολική Μακεδονία και Θράκη/Anatoliki Makedonia kai Thraki) :

12. Drama (Δράμα)
13. Cavala (Καβάλα) e Tasos (Θάσος)